# Surinaamse parlementsverkiezingen 2000/Kandidatenlijst/Marowijne
Dit is de lijst van kandidaten voor de Surinaamse parlementsverkiezingen in 2000 in Marowijne. De verkiezingen vonden plaats op 25 mei 2000.
De onderstaande deelnemers kandideerden op grond van het districten-evenredigheidsstelsel voor een zetel in De Nationale Assemblée. Elk district heeft een eigen lijsttrekker. Los van deze lijst vonden tegelijkertijd de verkiezingen van de ressortraden plaats. Daarvoor geldt het personenmeerderheidsstelsel. De kandidaten voor de ressortraden staan hieronder niet genoemd.

## Kandidaten
Hieronder volgen de kandidatenlijsten op alfabetische volgorde per politieke partij.

### Algemene Bevrijdings- en Ontwikkelingspartij(ABOP): 778
1. Marinus Bee: 592
2. Bernadus Asampa: 144
3. Mathilde E. Kamasi: 42

### Amazone Partij Suriname(APS): 277
1. Richardo Pane: 277

### Basispartij voor Vernieuwing en Democratie(BVD): 154
1. Antina C. Boodoe: 93
2. Oscar Awese: 56
3. John P.A. Van Genderen: 5

### Democratisch Alternatief '91(DA'91): 717
1. August K. Bado: 575
2. Jozef Amautan: 91
3. Olivia A. Dominie: 51

### Democratisch Nationaal Platform 2000(DNP 2000): 741
1. Herbert Watson: 432
2. Doornkamp-Sabajo: 207
3. Frankly L. Imandikromo: 102

### Millenniumcombinatie (MC): 924
1. Rita Marlene Lie Kwie (NDP): 654
2. Monique A. Simon: 71
3. Regillio R. Regillio: 199

### Naya Kadam(NK): 14
1. Louisa Pinas: 6
2. Carlo E. Wade: 8

### Nieuw Front(NF): 1738
1. Ronald A. Thomas (NPS): 247
2. Ramin Pawirodimedjo: 441
3. Cornelis Kingswijk (NPS): 1050